# Esplàs de Seron
Esplàs de Seron (francès Esplas-de-Sérou) és un municipi francès, situat a la regió d'Occitània, departament de l'Arieja.